# Arrondissement di Dax
L'arrondissement di Dax è una suddivisione amministrativa francese, situata nel dipartimento delle Landes e la regione dell'Aquitania.

## Composizione
L'arrondissement di Dax raggruppa 153 comuni in 13 cantoni:
- cantone di Amou
- cantone di Castets
- cantone di Dax-Nord
- cantone di Dax-Sud
- cantone di Montfort-en-Chalosse
- cantone di Mugron
- cantone di Peyrehorade
- cantone di Pouillon
- cantone di Saint-Martin-de-Seignanx
- cantone di Saint-Vincent-de-Tyrosse
- cantone di Soustons
- cantone di Tartas-Est
- cantone di Tartas-Ovest